# Nuevas Generaciones del Partido Popular
Nuevas Generaciones del Partido Popular —conocida originalmente como Nuevas Generaciones de Alianza Popular o, más abreviadamente, como Nuevas Generaciones (NN. GG.)— es la organización juvenil del Partido Popular, con ámbito de actuación en toda España. Tiene también estructuras en otros países como Argentina, Bélgica o Uruguay. Comparte los postulados ideológicos del Partido Popular.
Su misión primordial es promover la participación de los jóvenes en la vida política a través del partido, defendiendo e impulsando sus valores y principios, y contribuyendo al desarrollo del artículo 48 de la Constitución Española.
Contaba, según la organización, con «más de 100.000 afiliados» en toda España en 2013. En sus comienzos, la edad para formar parte de la organización estaba comprendida entre 18 y 28 años, aunque posteriormente se amplió al intervalo de 16 a 28 años. El Partido Popular establece que los afiliados menores de edad solo son miembros de las NN. GG. mientras que los mayores de 18 lo son también de aquel. En el XIII Congreso Nacional se aprobó aumentar un año el límite máximo de edad para pertenecer a la organización, pasando a estar comprendida entre los 16 y 29 años. Una vez llegado al límite de edad, si no se ostenta ningún cargo dentro de alguna estructura local, provincial, autonómica o nacional de la organización, los afiliados pasan directamente al Partido Popular, propiamente dicho.

## Historia
Nuevas Generaciones nació como Nuevas Generaciones de Alianza Popular en 1977 (AP había nacido en 1976). Promovidas por el entonces Secretario de Organización de Alianza Popular, Jorge Verstrynge, su impulsora fue Loyola de Palacio. Fue el propio Verstrynge quien eligió ese nombre frente a Manuel Fraga que prefería Juventudes de Alianza Popular. Para el politólogo ese nombre recordaba mucho a las Juventudes de Acción Popular (JAP) de la Segunda República, de tendencia autoritaria. Escogió ese nombre basándose en una organización juvenil francesa gaullista. Su primera Asamblea Nacional se celebró los días 17 y 18 de abril de dicho año, siendo elegida Loyola de Palacio primera secretaria general. A partir del II Congreso, todos los máximos dirigentes de la organización pasaron a denominarse presidentes nacionales. Durante el XII Congreso Nacional, celebrado en Toledo en septiembre de 2006, se homenajeó a Loyola de Palacio denominándola estatutariamente como Secretaria General Fundadora de NN. GG.
En 1989, con la refundación de Alianza Popular y su transformación en el actual Partido Popular, las juventudes también se refundaron adoptando el nombre de Nuevas Generaciones del Partido Popular. El 13 de julio de 1997 sería asesinado por ETA el miembro de Nuevas Generaciones del País Vasco Miguel Ángel Blanco Garrido, concejal de la localidad vizcaína de Ermua.

### Presidentes
- Loyola de Palacio (1977-1978)
- Marta Pastor
- Alejandro Martín Carrero
- Antonio Martín Beaumont (1979-1984)
- Gonzalo Robles Orozco
- Rafael Hernando Fraile (1987-1990)
- Tomás Burgos Gallego (1990-1993)
- Pedro Calvo Poch (1993-1997)
- Juan Manuel Moreno Bonilla (1997-2001)
- Carmen Fúnez de Gregorio (2001-2006)
- Nacho Uriarte (2006-2011)
- Beatriz Jurado Fernández de Córdoba (2011-2017)
- Diego Gago (2017-2021)
- Beatriz Fanjul (2021-act.)

## Fines de NN. GG.
De acuerdo con sus estatutos y ponencia política, los fines de Nuevas Generaciones son los siguientes:
1. Promover como valores fundamentales en los jóvenes españoles la Libertad, la defensa de los Derechos Humanos y la Democracia, así como el respeto y la tolerancia a todas las ideologías.
2. Fomentar la participación de los jóvenes al servicio de la sociedad dentro del Ordenamiento Constitucional.
3. Difundir y defender el proyecto político que representa el Partido Popular.
4. Articular y difundir la política en materia de juventud del Partido.
5. Mediante un programa de formación continua, proveer la incorporación al Partido Popular de jóvenes con vocación.
6. Promover la plena participación de los jóvenes en las tareas del Partido Popular y en las instituciones representativas de la administración.
7. Formular programas de actuación al servicio de la sociedad española en la mejora de sus condiciones de vida y en aras de su progreso.
8. Ordenar su actividad en la defensa de la identidad de España y de sus comunidades autónomas, inspirada en el principio de solidaridad entre las mismas, como garantía y reconocimiento de su carácter plural.
9. Revitalizar la confianza de los ciudadanos, especialmente los jóvenes, en las instituciones y en los partidos políticos, como instrumentos necesarios de progreso para aumentar las oportunidades y el nivel de bienestar de los ciudadanos españoles.
10. Contribuir al desarrollo del acervo comunitario entre los jóvenes españoles, y trabajar en la difusión y defensa de la acción y posición internacional del Partido Popular, en especial respecto a las relaciones europeas, transatlánticas e iberoamericanas.
11. Fomentar la participación social de NNGG aumentando su presencia en diferentes ámbitos y organizaciones como herramientas para articular actuaciones específicas.

## Organización

### Territorial
NNGG cuenta con una organización descentralizada. Sus órganos son de carácter nacional, autonómico, provincial o insular y local; y, donde es preciso, existen unidades de acción comarcales u organizaciones de distrito (como en la ciudad de Madrid) y barrio. Se les reconoce plena autonomía para el ejercicio de las competencias estatutarias, sin perjuicio de los necesarios principios de organización y jerarquía que aseguren su unidad, coordinación y eficacia. 

### Interna
Nuevas Generaciones está dirigido por órganos electos propios a nivel nacional, autonómico, provincial o insular y local o de distrito. De acuerdo con los Estatutos Nacionales, se rigen por principios democráticos. Los órganos y cargos de los ámbitos territoriales superiores prevalecen jerárquicamente sobre los de los ámbitos territoriales inferiores, sin perjuicio de las competencias propias de cada uno en sus respectivos niveles de actuación ni de la jerarquía propia de cada estructura territorial (según el artículo 6).
El gobierno de las organizaciones territoriales de NNGG se vertebra internamente mediante órganos colegiados (Congresos, Juntas Directivas y Comités Ejecutivos), unipersonales (Presidente y Secretario General), consultivos (Convención Nacional) y especializados (Comité Nacional de Derechos y Garantías), según el artículo 22.
El máximo órgano de Nuevas Generaciones es el Congreso Nacional, en el que se eligen democráticamente el presidente Nacional, la Junta Directiva y Comité Ejecutivo Nacional. De acuerdo con el artículo 26.1 de los Estatutos Nacionales, los Congresos se celebran normalmente cada 3 años. Además los Congresos aprueban los estatutos y las ponencias para la elaboración de los textos que guiarán la acción política de Nuevas Generaciones hasta el siguiente Congreso.
En el XII Congreso Nacional, celebrado en Toledo en septiembre de 2006, se elaboraron los actuales Estatutos Nacionales y se aprobó la ponencia política ('Pasión por la Política'), así como textos sectoriales en materia de educación y libertades.

## Estructura nacional actual

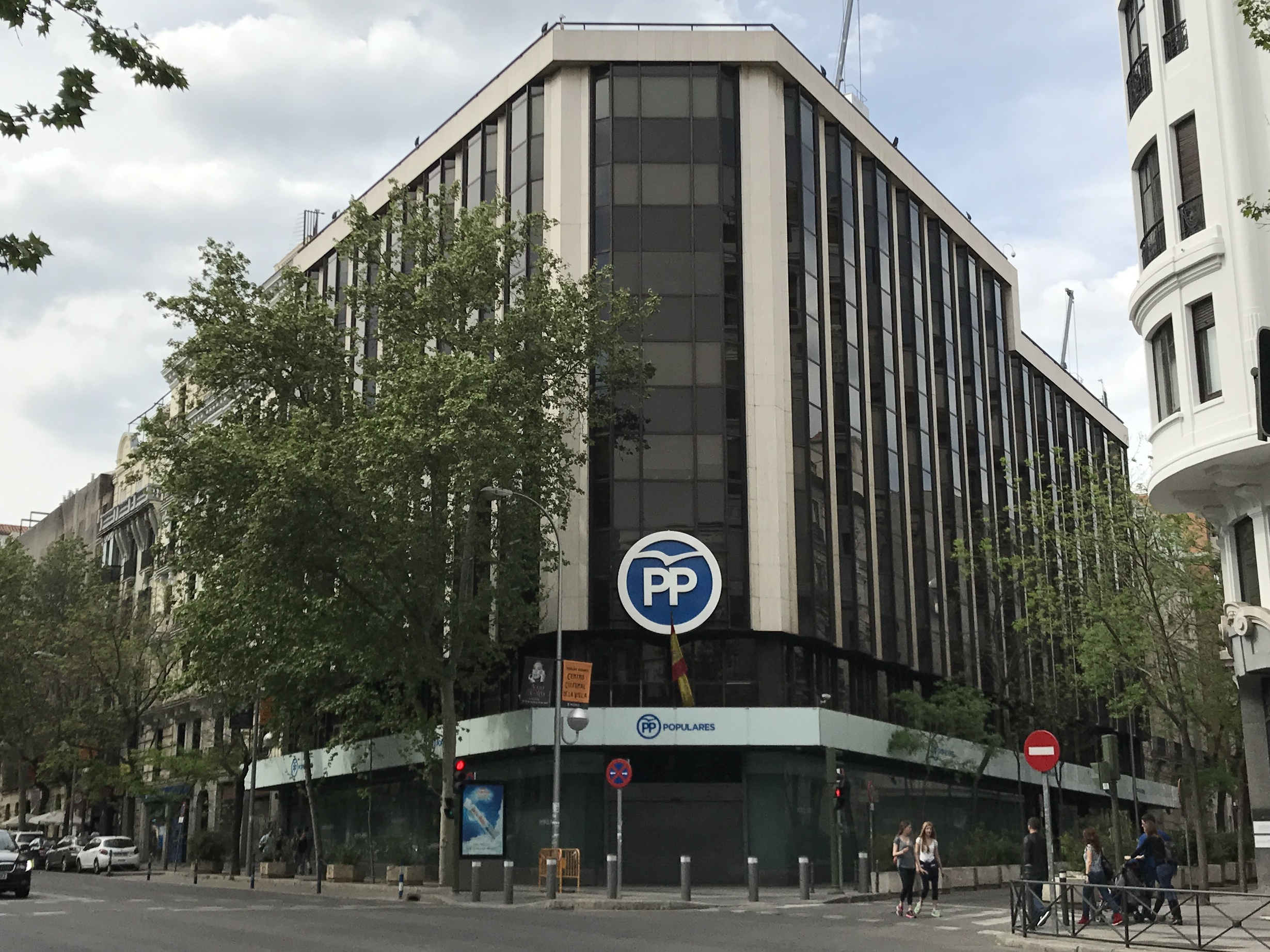
Sede nacional de Nuevas Generaciones del Partido Popular, en el n.º 13 en la calle de Génova de Madrid.

La actual presidenta nacional de Nuevas Generaciones es Beatriz Fanjul, que fue elegida en el XV Congreso de Nacional de NN. GG., celebrado en abril de 2021 en Madrid. El equipo de dirección es el siguiente:
- Presidenta nacional: Beatriz Fanjul
- Secretario general: Carlo Giacomo Angrisano Girauta
- Coordinador general: Miguel Ángel Sastre Uya
- Responsable de Equipo de Organización: Ramón Sagardoy
- Responsable de Equipo de Formación: Alfonso Álvarez-Cascos
- Responsable de Equipo de Mensaje: Juan Enrique Gallo
- Responsable de Equipo de Acción Política y Sectorial: Marina Pont
- Responsable de Equipo de Acción Académica: Juan González-Ripoll
- Responsable de Equipo de Acción Social: Catalina Mascaró
- Responsable de Equipo de Acción Internacional: Edelmira Ferri
- Responsable de Equipo de España Rural y Deporte: Jorge Sánchez Infante
- Responsable de Equipo de Desarrollo Profesional y Emprendimiento: Gabriel Rodríguez
- Responsable de Equipo de Acción Cultural: Andrés Villanueva Ciudad
- Vocal Libre Designación: Reyes Aranda
- Vocal Libre Designación: Cristian Antón

### Organizaciones territoriales

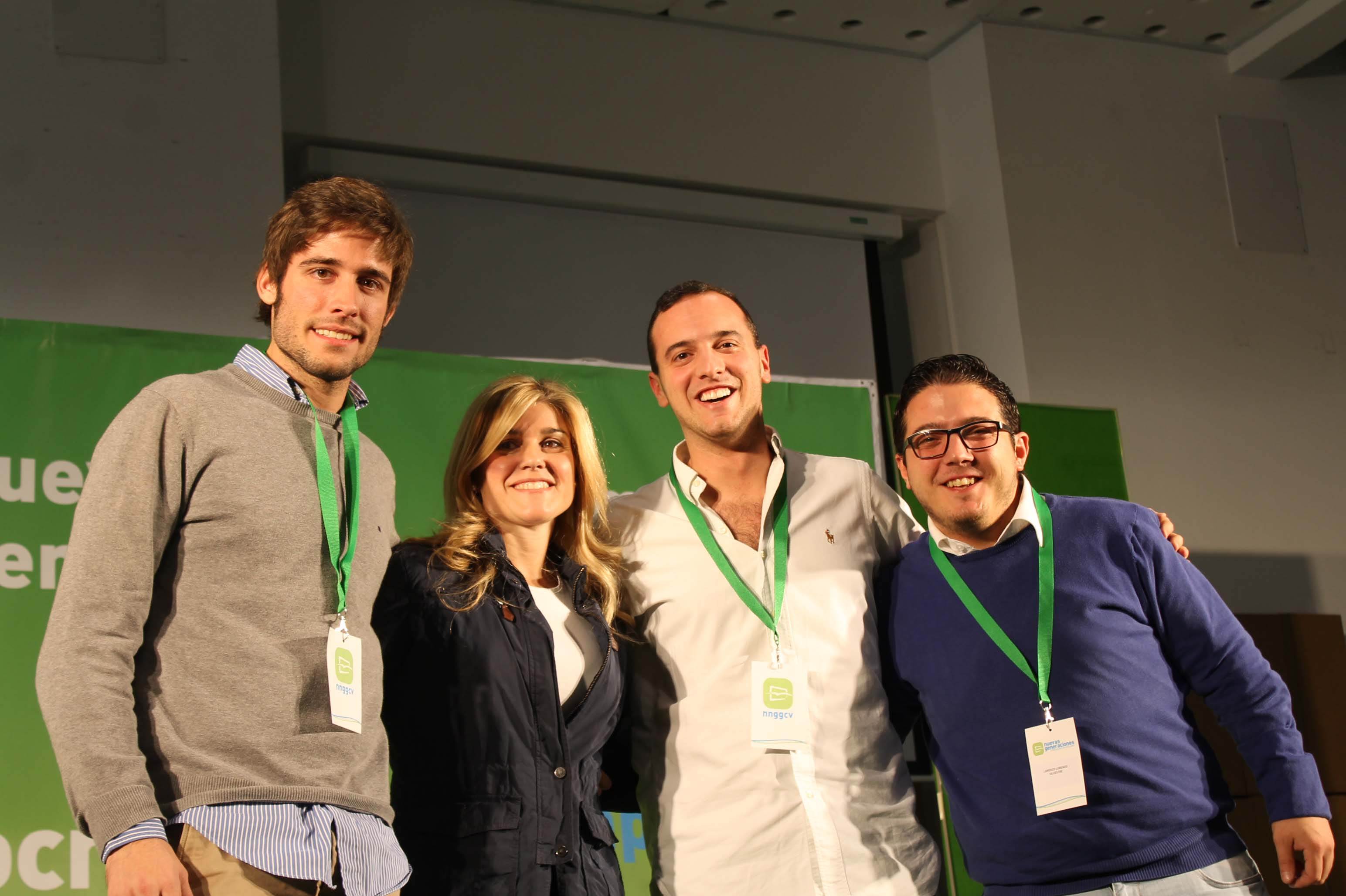
Convención de Nuevas Generaciones del Partido Popular en Alcoy en 2013 en la foto Eva Ortiz Vilella y Juan Carlos Caballero Montañés

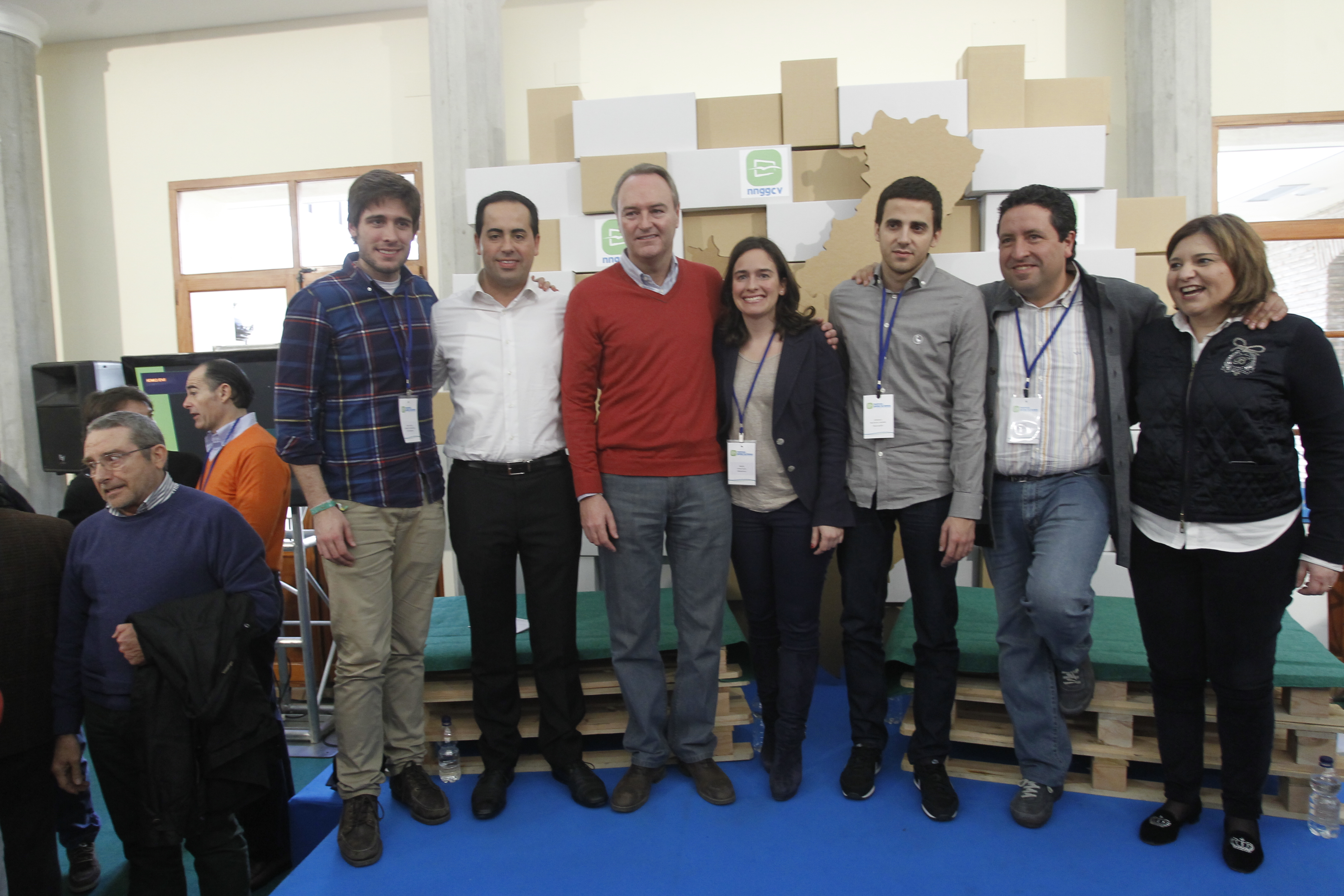
Clausura Convención Regional de Nuevas Generaciones del Partido Popular de la Comunidad Valenciana

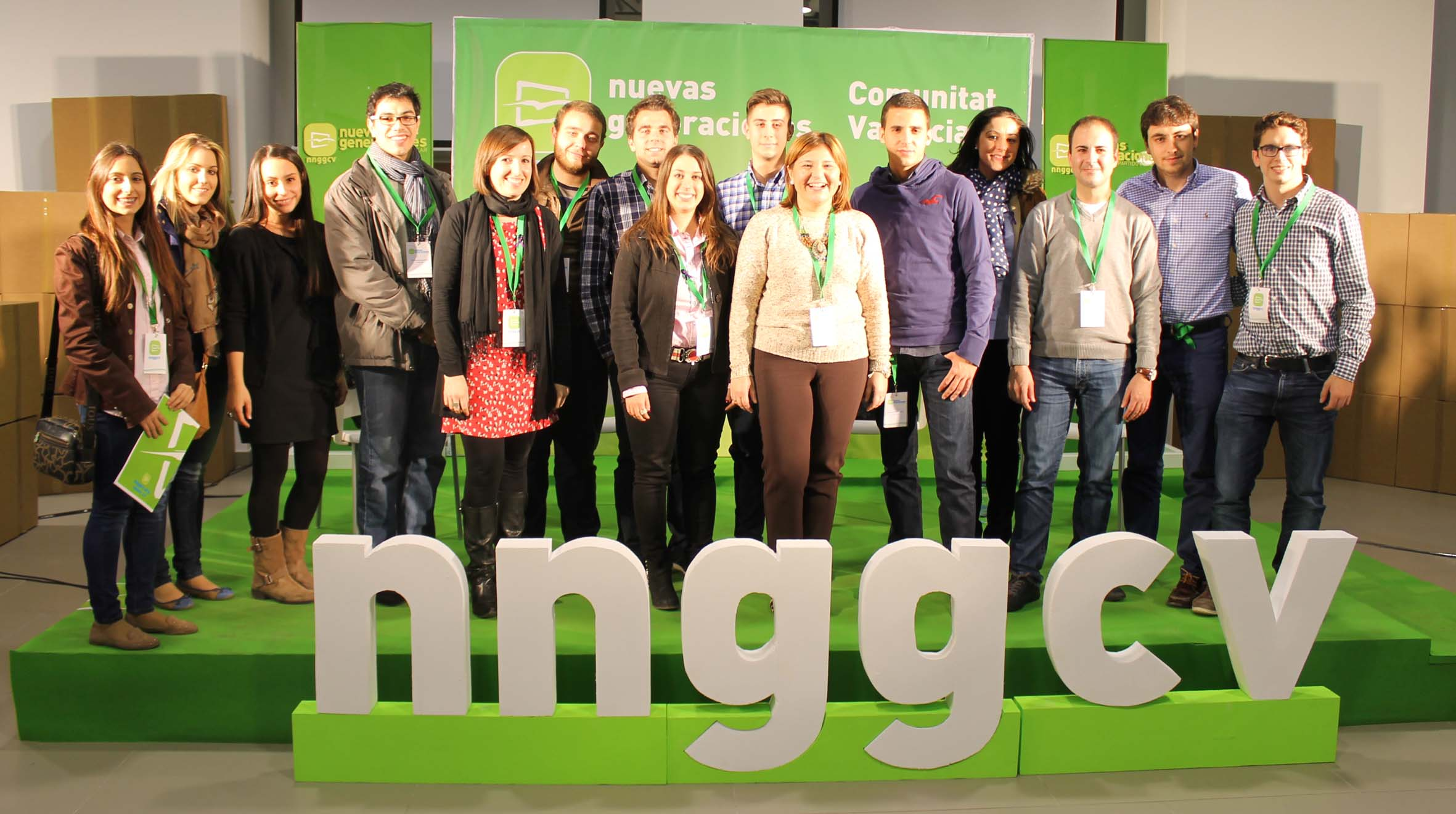
Convención de Nuevas Generaciones del Partido Popular en Alcoy en 2013 en la foto Isabel Bonig

Los actuales presidentes autonómicos de Nuevas Generaciones son:
| Comunidad              | Presidente de delegación  | Secretario de delegación |
| ---------------------- | ------------------------- | ------------------------ |
| Andalucía              | María José Carmona        | Juanjo Martínez          |
| Aragón                 | José Mateo                | Lucía Baruquer           |
| Principado de Asturias | Andrés David Ruiz Riestra | Adrián Carneado          |
| Canarias               | Miriam Vega Falcón        | Adrián Delgado Rodríguez |
| Cantabria              | Miguel Collantes          |                          |
| Castilla-La Mancha     | José Luis Montalvo        | Miguel León              |
| Castilla y León        | Andrea Ballesteros        | Gabriel Ramos            |
| Cataluña               | Irene Pardo               | Óscar Lupiáñez           |
| Ceuta                  | Pelayo Alcaina Lladó      | Luis García              |
| Comunidad de Madrid    | Ignacio Dancausa          | Paula de las Heras       |
| Comunidad Valenciana   | Juan Carlos Caballero     | Juan Gómez Narros        |
| Extremadura            | Pedro José Gordillo       | Noelia Rodriguez         |
| Galicia                | Nicole Gueira             |                          |
| Islas Baleares         | Lourdes Roca              | María Antonia Barceló    |
| La Rioja               | Rubén Gutiérrez           | Íñigo López-Araquistáin  |
| Melilla                | Jesús García              | Borja Saavedra           |
| Navarra                | Carlos Jiménez            |                          |
| País Vasco             | Pablo Gómez-Guadalupe     | Jaime Velasco            |
| Región de Murcia       | Antonio Landáburu         | Nacho Jáudenes           |

## Simbología
Desde la fundación de NN. GG. en 1989 se han utilizado diferentes logotipos junto con los oficiales del Partido Popular y el Partido Popular Europeo.

Logo de NNGG desde 1989 hasta 2006
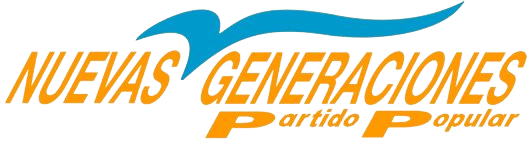
Logo de NNGG desde 2006 hasta 2008
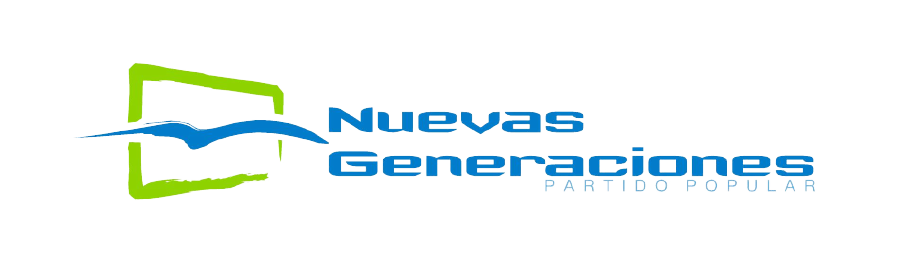
Logo de NNGG desde 2008 hasta 2017
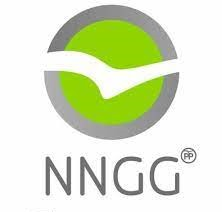
Logo de NNGG desde 2017 hasta 2019
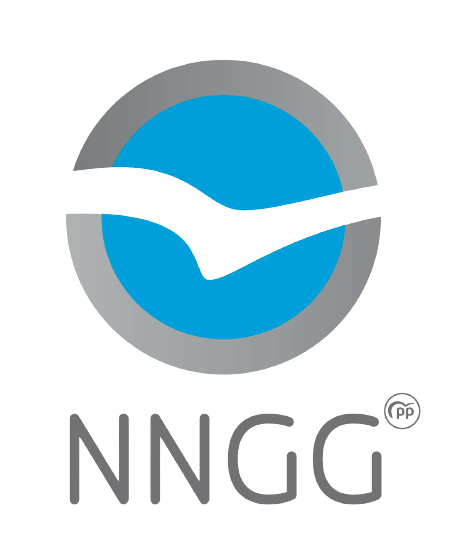
Logo de NNGG desde 2019 hasta 2023.
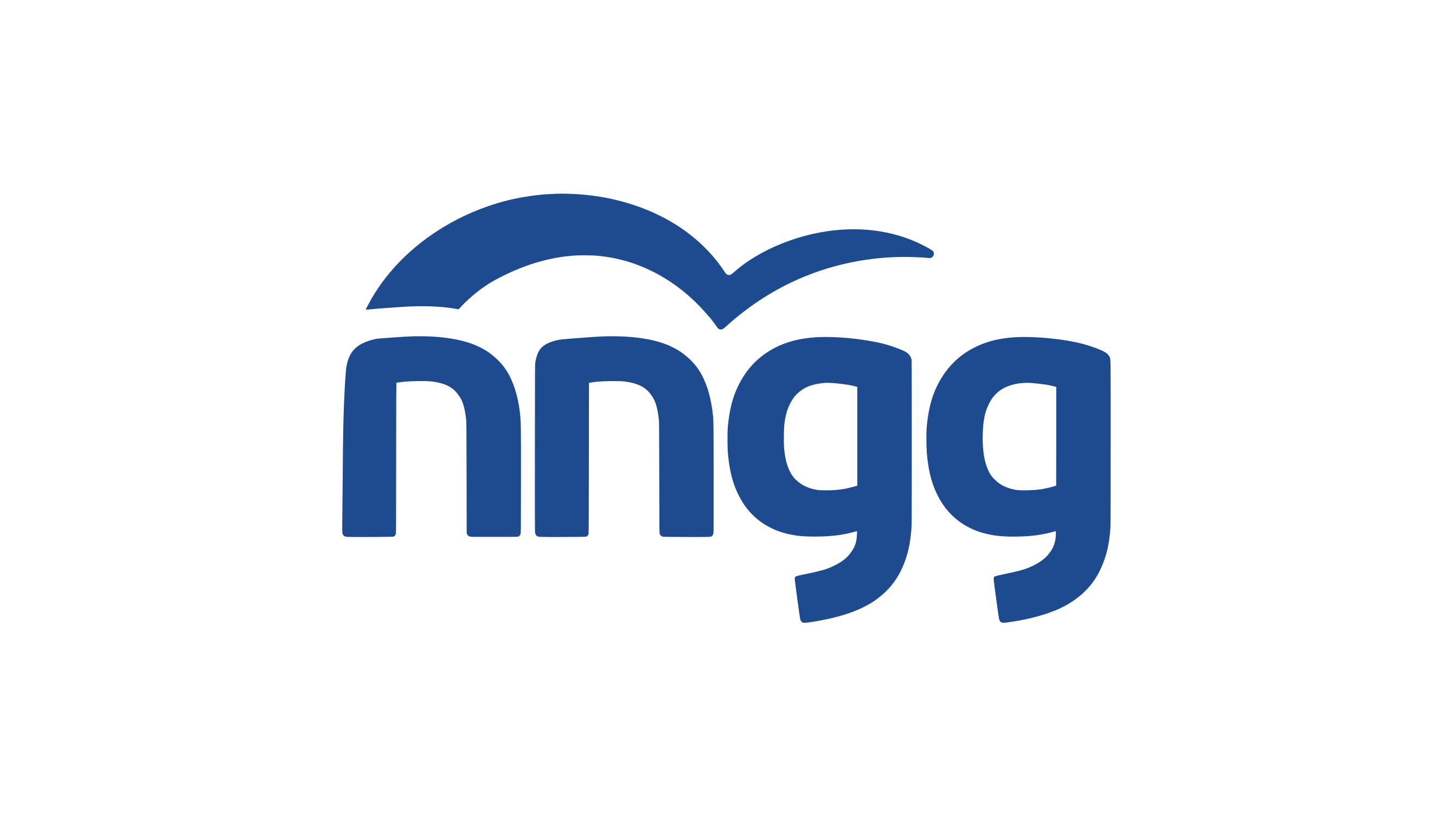
Marca de NNGG desde 2023

## Controversias

### Apología del fascismo
En 2013 tomó estado público la adscripción extremista de un número considerable de dirigentes de la agrupación en distintos lugares del estado español, actitudes que se remontaban desde hacía algunos años hasta el momento en surgir el escándalo. Así pues, los medios masivos de comunicación recogieron distintas imágenes, muchas de ellas tomadas de redes sociales, en las que podía apreciarse a dirigentes de la organización juvenil posando sonrientes junto a parafernalia fascista (neonazi en algunos casos y franquista en otros).
La estrategia comunicativa del PP para restarle importancia al asunto pasó por dos ejes: describir las acciones de sus militantes como «chiquilladas» e intentar homologar la parafernalia ultraderechista a la bandera republicana usada por sectores de la izquierda. 
Dirigentes del partido anunciaron que abrirían expediente informativo a los militantes involucrados. Si bien la organización anunció estas medidas disciplinarias, varios meses después de la exposición pública de las imágenes el único militante extremista expulsado del partido fue Óscar Rodríguez, de NNGG de Paterna, pero por una cuestión administrativa ajena al enaltecimiento fascista. A pesar de que el PP anunció que expulsaría a todos los militantes que exhiban símbolos fascistas, meses después de los hechos nada semejante sucedió.
Se abrieron expedientes a aquellos militantes identificados, pero en 2014 los medios comunicaron que ninguno de los involucrados en la investigación interna, que no se hizo pública, recibió sanción alguna por estos hechos ni perdió sus responsabilidades en la organización.

### Denuncias en la Comunidad de Madrid
En 2024 nueve miembro de Nuevas Generaciones de Madrid denunciaron ante la Fiscalía al Partido de xenofobia, bullying, conductas machistas , de instar a sus miembros a prostituirse y del uso de drogas con el fin de atraer a nuevos militantes.